# Силва, Марку
Ма́рку Алеша́ндре Сара́йва да Си́лва (порт. Marco Alexandre Saraiva da Silva; род. 12 июля 1977, Лиссабон) — португальский футболист и футбольный тренер. В настоящее время является главным тренером английского клуба «Фулхэм».

## Биография
Марку Силва в качестве футболиста выступал в клубах второго и третьего дивизиона португальского чемпионата. Проведя 6 сезонов в клубе «Эшторил-Прая», после окончания карьеры стал главным тренером этого клуба. Вместе с ним победил в Сегунда лига и был признан тренером года второго дивизиона Португалии. В сезоне 2012/13 «Эшторил» стал пятым, а в 2013/14 занял 4 место в Чемпионате Португалии.
В мае 2014 года был приглашён в лиссабонский «Спортинг», с которым финишировал третьим в сезоне 2014/15 и выиграл Кубок Португалии. Летом 2015 был уволен из клуба после инцидента, когда не надел официальный клубный костюм на игру против клуба «Визела».
Летом 2015 года стал главным тренером «Олимпиакоса». В первом же сезоне португалец завоевал с греческой командой чемпионство.
В январе 2017-го Силва возглавил шедший в зоне вылета «Халл Сити». Несмотря на то, что при португальце команда показывала хорошую игру, сезон для неё закончился вылетом из АПЛ и уходом Силвы с поста главного тренера.
27 мая того же года Марку Силва подписал двухлетний контракт с «Уотфордом».
31 мая 2018 года Марку Силва возглавил «Эвертон». 5 декабря 2019 года был уволен с поста главного тренера.

## Достижения
«Эшторил-Прая»
- Победитель Сегунда лиги: 2011/12

«Спортинг» (Лиссабон)
- Обладатель Кубка Португалии: 2014/15

«Олимпиакос»
- Чемпион Греции: 2015/16

«Фулхэм»
- Победитель Чемпионшипа: 2021/22

## Статистика тренера
| Клуб         | Страна     | Начало работы    | Завершение работы | Показатели | Показатели | Показатели | Показатели | Показатели |
| Клуб         | Страна     | Начало работы    | Завершение работы | М          | В          | Н          | П          | %          |
| ------------ | ---------- | ---------------- | ----------------- | ---------- | ---------- | ---------- | ---------- | ---------- |
| Эшторил-Прая | Португалия | 27 сентября 2011 | 21 мая 2014       | 116        | 54         | 31         | 31         | 046,55     |
| Спортинг     | Португалия | 21 мая 2014      | 4 июня 2015       | 53         | 31         | 15         | 7          | 058,49     |
| Олимпиакос   | Греция     | 8 июля 2015      | 23 июня 2016      | 48         | 38         | 3          | 7          | 079,17     |
| Халл Сити    | Англия     | 5 января 2017    | 25 мая 2017       | 22         | 8          | 3          | 11         | 036,36     |
| Уотфорд      | Англия     | 27 мая 2017      | 21 января 2018    | 26         | 8          | 5          | 13         | 030,77     |
| Эвертон      | Англия     | 31 мая 2018      | 5 декабря 2019    | 60         | 24         | 12         | 24         | 040,00     |
| Фулхэм       | Англия     | 1 июля 2021      |                   | 185        | 81         | 41         | 63         | 043,78     |
| Итого        | Итого      | Итого            | Итого             | 510        | 244        | 110        | 156        | 047,84     |